# Special K (chanson)
Pour les articles homonymes, voir Special K.
Singles de Placebo
Slave to the Wage Black Eyed
Special K est une chanson du groupe Placebo, sortie en 2000 sur l'album Black Market Music puis en single le 19 mars 2001.
« Special k » est le surnom d'une drogue très courante à l'époque au Royaume-Uni, la kétamine, un anesthésiant médical et vétérinaire détourné pour ses effets secondaires, très en vogue dans les rave party.
La chanson est une métaphore filée entre la prise de cette substance et le coup de foudre amoureux ; la morale de l'histoire étant qu'aussi bien en matière de narcotique que d'amour, tout ce qui monte finit par redescendre. « No escaping gravity » (« pas d'échappatoire à la gravité ») scande Placebo dans ce titre qui lui ouvrit les portes du succès à grande échelle.

## Liste des titres du single
1. Special K
2. Dub Psychosis
3. Passive Aggressive - remixe par Brothers in Rhythm
4. Special K - remixe par Timo Maas
5. Little Mo
6. Slave To The Wage - remixe
7. Special K - remixe par Timo Dub
8. Special K - Video